# Phalacrocorax
Phalacrocorax – rodzaj ptaków z rodziny kormoranów (Phalacrocoracidae).

## Zasięg występowania
Rodzaj obejmuje gatunki występujące w Afryce, Eurazji, Australazji i Ameryce Północnej.

## Morfologia
Długość ciała 55–100 cm, rozpiętość skrzydeł 91–160 cm; masa ciała 520–4062 g.

## Systematyka

### Etymologia
- Phalacrocorax: łac. phalacrocorax, phalacrocoracis „kormoran”, od gr. φαλακροκοραξ phalakrokorax, φαλακροκορακος phalakrokorakos „kormoran”, od φαλακρος phalakros „łysy”, od φαλος phalos „biały”; ακρος akros „najwyższy”; κοραξ korax, κορακος korakos „kruk”, od κρωζω krōzō „krakać”[21].
- Carbo: epitet gatunkowy Pelecanus carbo Linnaeus, 1758; łac. carbo, carbonis „węgiel drzewny” (tj. czarny)[21]. Gatunek typowy: Pelecanus carbo Linnaeus, 1758.
- Halieus: gr. ἁλιευς halieus „rybak”, od ἁλιευω halieuō „łowić”, od ἁλς hals, ἁλος halos „morze”[21]. Gatunek typowy: Halieus leucogaster Meyen, 1833 (= Pelecanus sinensis Shaw, 1801[a]).
- Carbonarius: wariant nazwy rodzaju Carbo Lacépède, 1799[21]. Nazwa zastępcza dla Carbo Lacépède, 1799.
- Hydrocorax: gr. ὑδρο- hudro- „wodny”, od ὑδωρ hudōr, ὑδατος hudatos „woda”; κοραξ korax, κορακος korakos „kruk”, od κρωζω krōzō „krakać”[21]. Gatunek typowy: Pelecanus carbo Linnaeus, 1758; młodszy homonim Hydrocorax Brisson, 1760 (Bucerotidae).
- Cormoranus: fr. Cormoran „kormoran”[21]. Gatunek typowy: Pelecanus carbo Linnaeus, 1758.
- Graucalus: gr. γραυκαλος graukalos ptak w kolorze popiołu wspomniany przez Hezychiusza, dalej niezidentyfikowany[21]. Gatunek typowy: Pelecanus carbo Linnaeus, 1758.
- Ecmeles: gr. εκμελης ekmelēs „dysharmoniczny, niezgodny”, od εκ ek, εξ ex „bez”; μελος melos „melodia”[21]. Nowa nazwa dla Hydrocorax Vieillot, 1816.
- Hypoleucus: gr. ὑπο hupo „pod, poniżej”; λευκος leukos „biały”[21]. Gatunek typowy: Pelecanus varius J.F. Gmelin, 1789.
- Stictocarbo: gr. στικτος stiktos „cętkowany, kropkowany”, od στιζω stizō „tatuować”; rodzaj Carbo Lacépède, 1799[21]. Gatunek typowy:  Pelecanus punctatus Sparrman, 1786.
- Enygrotheres: gr. ενυγρος enugros „wodny”; -θηρας -thēras „łowca”, od θηραω thēraō „polować”, od θηρ thēr, θηρος thēros „bestia, zwierzę”[21]. Nowa nazwa dla Stictocarbo Bonaparte, 1855 ze względu na puryzm.
- Mesocarbo: gr. μεσος mesos „środek, pośredni”; rodzaj Carbo Lacépède, 1799[21]. Gatunek typowy: Carbo sulcirostris von Brandt, 1837.
- Botaurites: rodzaj Botaurus Stephens, 1819 (bąk); gr. -ιτης -itēs „przypominający”, od ειδος eidos „wygląd”[21]. Gatunek typowy: †Botaurites avitus Ammon, 1918.
- Anacarbo: gr. ανα ana „znowu, ponownie”; rodzaj Carbo Lacépède, 1799[21]. Gatunek typowy: Graculus neglectus Wahlberg, 1855.
- Pseudocarbo: gr. ψευδος pseudos „fałszywy”; rodzaj Carbo Lacépède, 1799[21]. Gatunek typowy: Pelecanus capensis Sparrmann, 1788.
- Oligocorax: gr. ολιγος oligos „mały”; κοραξ korax, κορακος korakos „kruk”[21]. Gatunek typowy: †Oligocorax littoralis Lambrecht, 1933.
- Paracorax: gr. παρα para „blisko, przed”; rodzaj Phalacrocorax Brisson, 1760. Gatunek typowy: †Phalacrocorax destefanii Regalia, 1902.
- Pliocarbo: gr. πλειων pleiōn „więcej”, wyższa forma od πολυς polus „dużo”; rodzaj Carbo Lacépède, 1799[21]. Gatunek typowy: †Pliocarbo longipes Tugarinov, 1940.

### Podział systematyczny
Do rodzaju należą następujące gatunki:
- Phalacrocorax neglectus (Wahlberg, 1855) – kormoran białorzytny
- Phalacrocorax capensis (Sparrman, 1788) – kormoran przylądkowy
- Phalacrocorax capillatus (Temminck & Schlegel, 1849) – kormoran japoński
- Phalacrocorax carbo (Linnaeus, 1758) – kormoran zwyczajny
- Phalacrocorax nigrogularis Ogilvie-Grant & H.O. Forbes, 1899 – kormoran arabski
- Phalacrocorax punctatus (Sparrman, 1786) – kormoran nakrapiany
- Phalacrocorax featherstoni Buller, 1873 – kormoran zielonolicy
- Phalacrocorax fuscescens (Vieillot, 1817) – kormoran czarnoczelny
- Phalacrocorax varius (J.F. Gmelin, 1789) – kormoran srokaty
- Phalacrocorax fuscicollis Stephens, 1826 – kormoran indyjski
- Phalacrocorax sulcirostris (von Brandt, 1837) – kormoran bruzdodzioby